# Waldenstein
Waldenstein là một thị trấn ở huyện Gmünd trong bang Niederösterreich, ở nước Áo. Đô thị này có diện tích 22,73 km², dân số năm 2001 là 1214 người.